# 谛音寺
谛音寺是位于中国河北省石家庄市裕华区孙村的一座汉传佛教寺院。石家庄市佛教协会设在寺内后楼。

## 历史
谛音寺原是位于石家庄郊区的孙村的一座古寺，始建于唐高宗时期。据碑文记载：“正定南三十五里，有沿河小村，村边傍水有古刹，名谛音寺。寺内立如来佛像，住僧百人……寺前有道通赵州。”据文献记载，唐朝玄奘入选前，曾在此处参学。明朝、清朝，该寺多次重修，曾改名“香严寺”。《获鹿县志》记载：“县城东南三十五里孙村西有香严古寺一座，每逢初一、十五，数千名香客从周围几十里赶来这里聚会……。”清朝末年庚子事变，八国联军进攻，香严寺在战乱中被毁，其内的如来像被盗，其余几座佛像被当地百姓掩埋保存（如今已经出土）。
1994年，有明上人任会长，陈泉州居士任副会长的石家庄市佛教协会决定重建谛音寺。陈泉州副会长争取到国内外同宗的赞助，筹款3800万元人民币。1994年8月15日举办了新建谛音寺奠基法会。
经过一年多施工，在谛音寺第一期工程——谛音寺玉佛殿竣工之际，1995年11月11日，谛音寺举办了开光典礼。石家庄市佛教协会会长有明上人为玉佛做了法事，四川色达喇荣五明佛学院龙多活佛为玉佛进行了开光。陈泉州副会长发表讲话，河北省、石家庄市、裕华区的有关领导出席典礼并参观了玉佛殿。

## 建筑
谛音寺位于石家庄建设南大街路东的孙村古谛音寺旧址，占地12亩半，建筑总面积13000平米。谛音寺前为3000平米的广场，广场两边分别为九龙壁及方丈院、钟鼓楼。谛音寺矗立在广场北侧，为一座七层楼房。两侧建有配套建筑。谛音寺建筑有：玉佛殿、天王殿、侧殿、藏经殿、九龙壁、钟楼、客房、写字楼、功德林素斋、药浴、佛乐堂、法物流通处、菩提心杂志社等等。
谛音寺将各种殿宇、楼室合为一体，成为一座高层楼房。
- 正门：该寺正门上，镶有香港圣一和尚题写的“谛音寺”蓝底金字匾额。
- 玉佛殿前庭：上台阶入正门，为玉佛殿前庭。前庭正中为天王殿，中央供奉大肚弥勒佛，背后立韦驮，两侧有四大天王，四大天王背面为六尊姿态各异的观音显对像；东庭为天官弥勒殿、东方药师殿；西庭为大悲殿、西方三圣殿。
- 玉佛殿主殿：位于前庭供奉的大肚弥勒佛背后。400平方米，为能容纳一千人的净土道场。殿内供奉缅甸玉佛，高3.18米、宽1.8米。两旁侍立阿难、迦叶像，均为汉白玉雕成。殿内两侧为十二圆觉菩萨塑像，分室而坐。四周还有1200尊彩绘金身佛像，上侧两面墙壁为玻璃雕刻的佛祖成道画。殿顶为佛祖说法和三十三云集听法彩绘。
- 坛城：密坛坛城是谛音寺举行密宗仪式的场所。坛城内供有释迦牟尼佛心脏舍利子，用于密传大法、灌顶、重要法事。
- 五方文殊殿：是由色达喇荣五明佛学院的法王晋美彭措提议并设计建造，将五台山五个台的文殊菩萨像集合一体供于其内，故名“五方”。
- 古佛殿：殿内供奉谛音寺原址（隋、唐时期）出土的三尊玉佛。
- 其他建筑：七层的楼房内，还设有佛教艺术厅、素斋馆、译经馆、禅房、佛乐堂、药浴室等。藏经楼内藏有汉文、藏文大藏经。[1][2]